# Hrádek u Kněževsi
Hrádek u Kněževsi jsou terénní pozůstatky hrádku neznámého jména, který leží asi 1 km severně od obce Kněževes a 0,8 km jihozápadně od Dolní Lhoty na bývalé česko-moravské hranici v Pardubickém kraji.
Hrádek byl založen patrně ve 13. století jako ochrana zemské hranice a patřil ke královskému hradu Svojanovu. Ve svém rozsáhlém díle Hrady, zámky a tvrze království Českého se mu v popisu hradu Svojanova věnuje i August Sedláček.
Podle lidového vyprávění zde královna vdova Kunhuta Uherská, která pobývala na blízkém Svojanově, roku 1282 porodila syna Ješka, zvaného později jako Jan z Falkenštejna. Ješka pokřtil olešnický farář a jako odměnu dostal vesnici Kněžoves. Když později vedl farář Bernard Voscíníus s kunštátskou vrchností spor o tuto osadu, předložil výpis z olešnických městských knih, ve kterém se píše: "Kněžoves od jisté pobožné královny olešenské faře darována byla, která v pádu a Boží pomoci u té vsi syna porodila a na hradě Svojanově v šesti nedělích ležela."